# 四大名砚
砚是中国书法的必备用具，四大名砚是中国最为著名的四种砚台。
- 广东省肇庆市端州区的端砚；
- 安徽省黄山市歙县的歙砚；
- 甘肃省岷县、卓尼县、临潭县境内洮河的洮砚；
- 澄泥砚现代则有较多产地：河南省洛阳市、河北省钜鹿、山东省青州市、山西省绛县、湖北省鄂州市鄂城区、四川省达州市和上海市宝山区等。